# ジャンルカ・バジーレ

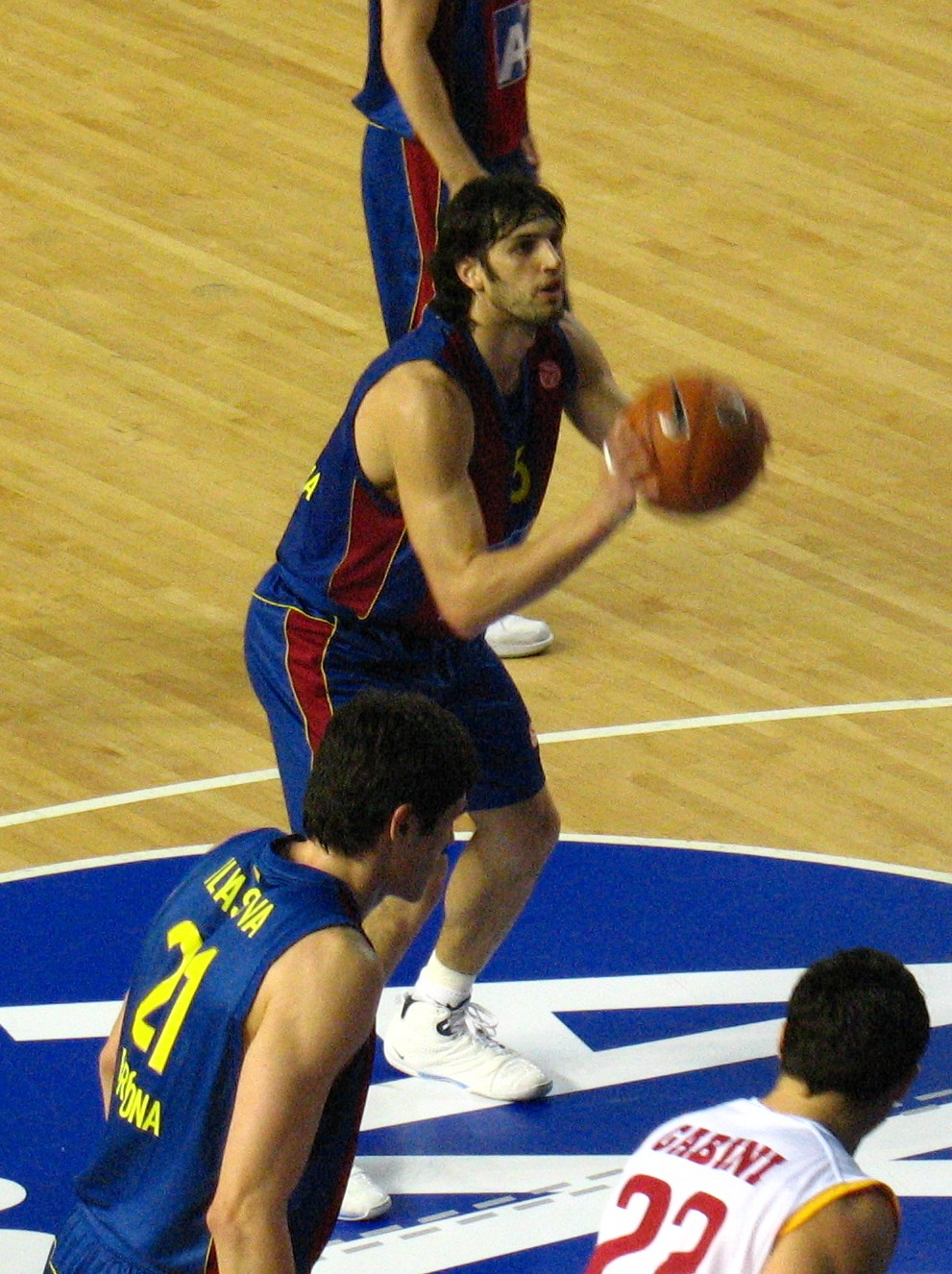
フリースローを打つバジーレ

ジャンルカ・バジーレ（Gianluca Basile、1975年1月24日 - ）は、イタリアのプロバスケットボール選手。プッリャ州バーリ県ルーヴォ・ディ・プーリア出身。ポジションはポイントガード、シューティングガード。192cm、90kg。

## 来歴
パラカネストロ・レッジャーナでプレーした後、フォルティトゥード・ボローニャでプレー、ボローニャではチームキャプテンを務め、セリエAで2度優勝した。
FCバルセロナでは2010年にユーロリーグ優勝を経験した。
2012年7月6日、オリンピア・ミラノと1年契約を結んだ。2013年6月30日、フリーエージェントとなった。